# Пеюшень
Пеюшень, Пеюшені (рум. Păiușeni) — село у повіті Арад в Румунії. Входить до складу комуни Кісіндія.
Село розташоване на відстані 372 км на північний захід від Бухареста, 60 км на схід від Арада, 129 км на південний захід від Клуж-Напоки, 86 км на північний схід від Тімішоари.

## Населення
За даними перепису населення 2002 року у селі проживали 488 осіб, усі — румуни. Усі жителі села рідною мовою назвали румунську.